# 長井海の手公園 ソレイユの丘
長井海の手公園 ソレイユの丘（ながいうみのてこうえん ソレイユのおか）は、神奈川県横須賀市にある、農業体験型総合公園のことである。通称は「ソレイユの丘」。2022年（令和4年）10月より休園し、2023年（令和5年）4月14日に「365日誰もがまるごと遊び楽しめるエンターテイメントパーク」としてリニューアルした。。併せて指定管理者が、「長井海の手公園パートナーズ(西武造園ほか)」から「エリアマネジメント横須賀共同事業体(日比谷花壇ほか)」に移管されることになった

## 概要
- 正式名称 - 長井海の手公園
- 愛称 - ソレイユの丘
- 所在 - 神奈川県横須賀市長井4丁目
- 開園 - 2005年（平成17年）4月29日

横須賀市西部、長井地区の小高い丘に位置し、21.3haの広大な敷地の中で食や農業、クラフト、動物とのふれあいなどが体験できる公園である。南フランスのプロヴァンス地方をモチーフにして作られており、石畳の道やレンガ造りの建物などが特徴となっている。園内はバリアフリーとなっており、高齢者や身障者にも配慮した造りである。駐車場は臨時駐車場を含めると、約1500台収容することができ、身障者用の駐車スペースも多数設置されている。
入園料は無料だが、園内の各体験プログラム等は有料である。なお、体験プログラム（屋内実施のものを除く）や遊戯施設は屋外のものが多いため、雨天時の利用客は晴天時に比べて少ない。

### 環境に配慮した公園づくり
園内で出た生ごみ、動物の糞尿、落ち葉などは堆肥化され、自家菜園などの肥料として利用されている。また雨水は直接海へ流出しないよう一時的に貯め、自然浸透により処理している。

## 施設

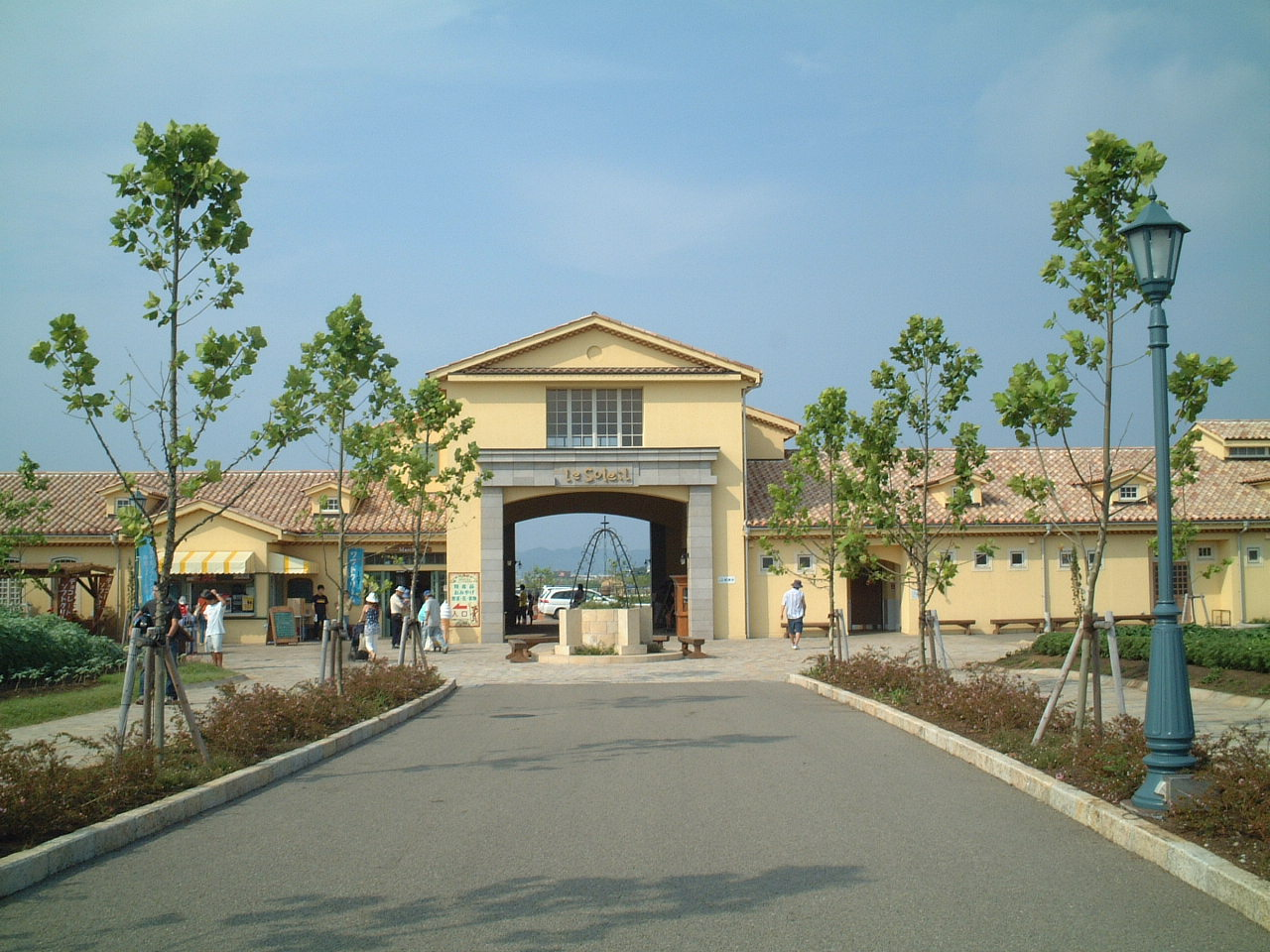
入園ゲート（園内から撮影）
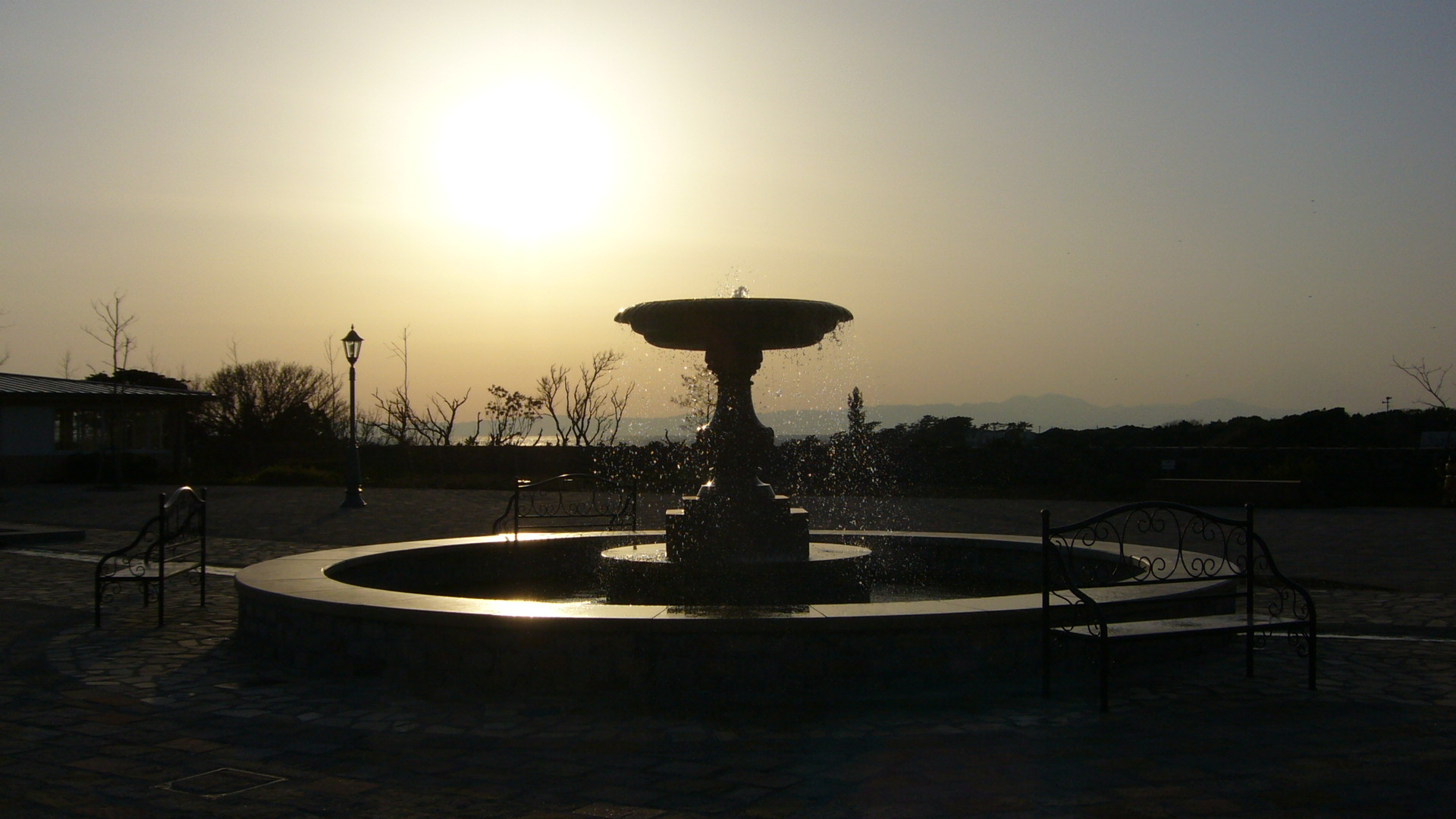
海と夕日の広場

### アトラクション
- スーパースインガー
- 小さな鉄人
- ジップライン
- 疾風怒濤の鉄人舞台
- おはなのキッズルーム
- ダイバーシューター
- メリーゴーランド
- フロッグホッパー
- 観覧車
- ソレ！スポ
- キッズガーデン
- GOGO カート
- おもしろ自転車
- アーチェリー
- レトロボート
- じゃぶじゃぶ池
- 発掘！宝石ハンター
- 冒険島
- ソレイユ☆パイレーツ
- シバスライダー
- ソレイユトレイン
- ミニショベルカー
- トランポリン
- エアージャンパー
- カナディアンカヌー

### 体験施設
- いきものさわっちゃ王国
- フラワーガーデン イースト / ウェスト
- 体験農園「シテコベ サステナブルファーム」
- クラフト体験工房
- クッキング体験工房
- 風の庭
- レイクサイドステージ
- オーシャンドッグパークYOKOSUKA
- ホタル館
- アニマルヴィレッジ
- ホシゾラノオカ
- The View
- 海へ繋がる散策路
- のんびりはらっぱ
- グリーンステージ
- ヒルトップ広場
- 展望台

### フード
- YOKOSUKA SOFTCREAM FACTRY
- VENTO LEONE
- うさぎCafé
- ミサキドーナツ ソレイユの丘店
- Soleil フードホール リヨン
- ねこがたいやきたべちゃった
- PIZZA IN THE SUN
- BBQ＆BAR BONFIRE（ボンファイア）
- ANI CAFÉ
- CLIFF CAFE

### 宿泊等
- 海と夕日の湯
- キャンプサイト（フリー／ソロ／オート／RV）
- トレーラーキャビン（森のキャビン／海のキャビン）
- サンセットバンガロー
- グランピングコテージ

## 海軍基地跡地

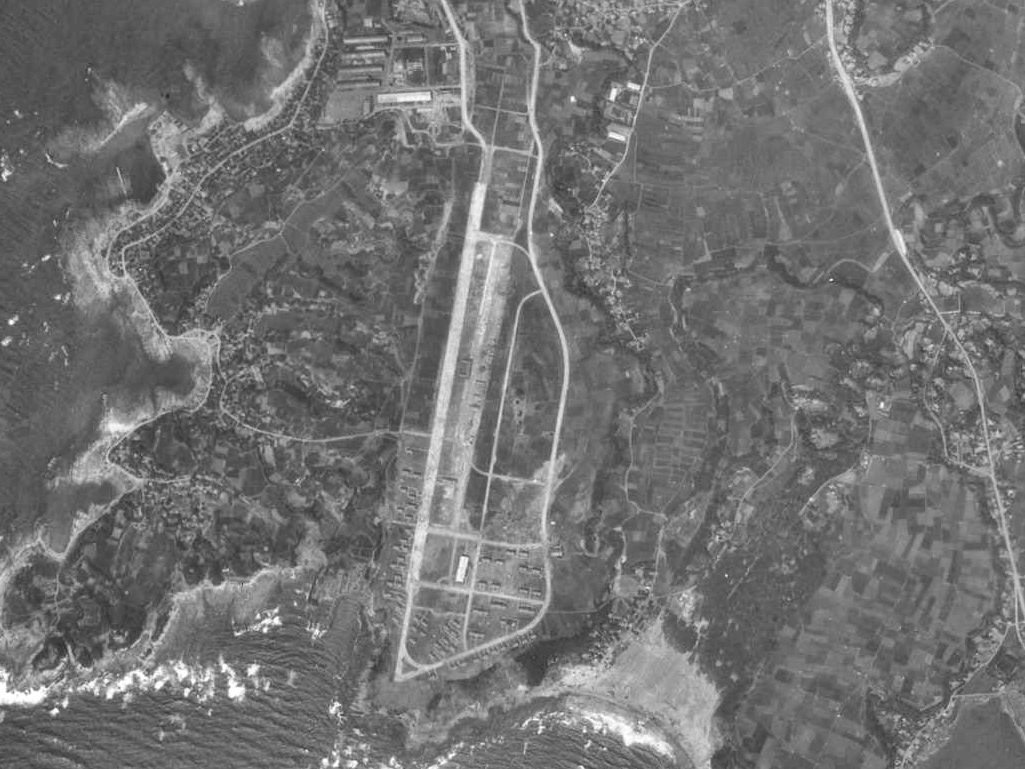
横須賀第二飛行場（長井飛行場）跡の空中写真（1948年）

現在公園となっている大部分は、旧帝国海軍第二横須賀航空基地跡地。終戦直前に完成したためほとんど使用されることはなく、戦後は米軍ヘリコプター基地、在日米軍住宅や麦畑地に転用された。1985年に日本に返還され、一部は航空自衛隊レーダー基地として利用されている。

## 交通
- 京急久里浜線三崎口駅から、京浜急行バスソレイユの丘行終点下車または荒崎行漆山バス停下車
- 横浜横須賀道路衣笠ICから、三浦縦貫道路、国道134号経由